# Espace urbain
L'espace urbain ou espace à dominante urbaine est un concept élaboré par l'Insee pour appréhender et décrire l'organisation de l'espace géographique de la France à l'occasion des recensements de 1990 et 1999. Ce concept a été remplacé en 2010 par la notion d'aire urbaine puis en 2020 par celle d'aire d'attraction d'une ville.
Si on se place du point de vue plus général des géographes, la notion d'espace urbain est beaucoup plus complexe et se rapproche de celle de zone urbaine.

## Définition de l'espace urbain selon l'Insee
Le concept d'espace urbain n'est pas le seul qu'utilise l'Insee : il est associé aux deux principaux autres, sur lesquels repose sa définition : unité urbaine et surtout aire urbaine.
Un espace urbain est, selon la définition de l'Insee, un ensemble continu formé par des aires urbaines et par les communes dont au moins 40 % de la population active résidente travaille dans l'une ou l'autre de ces aires urbaines ; ces communes sont dites multipolarisées.
L'Insee indique qu'une aire urbaine isolée constitue à elle seule un espace urbain, qui est alors dit monopolaire (exemple : l'espace urbain de Ploërmel dans le Morbihan). 
Un espace urbain comportant deux aires ou plus est dit multipolaire.
Cette définition de l'espace urbain n'est plus en vigueur dans le nouveau zonage en aires urbaines de 2010, publié par l'Insee en octobre 2011. En effet, si, désormais, 95 % de la population française vit sous l'influence des villes (approche fonctionnelle), l'espace proprement urbain, celui des unités urbaines (approche morphologique), regroupe 77,5 % de la population métropolitaine et couvre 22 % du territoire.

## Composition des espaces urbains multipolaires
Les exemples concernent l'espace urbain de Nantes-Saint-Nazaire.
Un espace urbain multipolaire est composé par :
- les communes des pôles urbains qui sont, par définition, des communes urbaines (exemple : Donges dans l'unité urbaine de Saint-Nazaire, qui est le pôle de l'aire urbaine de Saint-Nazaire) ;
- les communes monopolarisées qui peuvent aussi bien être des communes urbaines (Saint-Malo-de-Guersac) que des communes rurales (Herbignac) ;
- des communes multipolarisées qui peuvent aussi bien être des communes urbaines (Savenay, entre Nantes et Saint-Nazaire)  que des communes rurales (Campbon).

On peut ajouter que les communes qui ne font pas partie d'un espace urbain peuvent aussi bien être des communes urbaines (en Loire-Atlantique : Saint-Gildas-des-Bois ou Pornic) que des communes rurales (Petit-Auverné ou Saint-Père-en-Retz).
La composition des espaces urbains est présentée cartographiquement sur la page de l'Insee Statistiques locales, qui indique les numéros d'ordre des espaces urbains dans le classement de l'Insee.

## Les espaces urbains délimités par l'Insee en 1999

### Nombre et caractéristiques
Au recensement de 1999, l'Insee a délimité en France métropolitaine 96 espaces urbains, qui regroupent 18 030 communes (49 % des communes) et 47 965 268 habitants (81,2 % de la population).
En ce qui concerne la France d'outre-mer, l'Insee n'y définit pas d'aires urbaines ni d'espaces urbains.
Nombre d'espaces urbains par tranche de population :
| Population (1999) | Nombre |
| ----------------- | ------ |
| Plus de 4 000 000 | 3      |
| Plus de 1 000 000 | 9      |
| 500 000 à 999 999 | 3      |
| 200 000 à 499 999 | 15     |
| 100 000 à 199 999 | 8      |
| 50 000 à 99 999   | 17     |
| 20 000 à 49 999   | 23     |
| 10 000 à 19 999   | 20     |
| Moins de 10 000   | 1      |
| Total             | 96     |

### Les 96 espaces urbains
Voici la liste des 96 espaces urbains de France.
Remarque importante : la population prise en compte n'est pas celle des espaces urbains, mais celle des aires urbaines qui les composent, sans tenir compte des communes multipolarisées. Dans certains cas, cela provoque une distorsion du classement par rapport à celui de l'Insee, qui apparaît dans la cartographie Insee grâce au numéro d'ordre affecté à chaque espace urbain par cet organisme (par tranches de 25 : 1A à 1Y, puis 2A à 2Y, etc.). En revanche, le nombre des communes est dans l'ensemble correct pour chaque espace urbain. 
Le numéro d'ordre Insee a été reporté devant le nom de chaque espace urbain, mettant en évidence les distorsions (notamment pour le second rang) et une mise à jour des populations devra être effectuée (noter que, dans les espaces urbains ne comportant qu'une seule aire urbaine, la population est correcte).
Abréviations : 
- C. : Nombre des communes
- A. : Nombre des aires urbaines

|       | Espace urbain                           | Population (1999) | C. (1999) | A. (1999) | Population (2006) | Superficie km2 (2006) |
| ----- | --------------------------------------- | ----------------- | --------- | --------- | ----------------- | --------------------- |
| 1     | 1A Grand bassin parisien                | +15 289 745,      | +05 287,  | +59,      | 16 671 181        | 51 495                |
| 2     | 1C Rhône et Alpes                       | +04 414 429,      | +01 682,  | +39,      | 5 117 187         | 20 975                |
| 3     | 1D Grand delta méditerranéen            | +03 636 984,      | +00508,   | +21,      | 5 029 935         | 31 203                |
| 4     | 1B Est                                  | +04 133 378,      | +03 429,  | +47,      | 4 100 794         | 12 539                |
| 5     | 1E Nord-Pas-de-Calais                   | +03 530 587,      | +01 199,  | +21,      | 3 816 381         | 9 620                 |
| 6     | 1F Toulouse                             | +01 244 717,      | +00581,   | +07,      | 1 460 952         | 7 318                 |
| 7     | 1G Nice-Côte d'Azur                     | +01 197 182,      | +00152,   | +06,      | 1 281 503         | 3 527                 |
| 8     | 1H Bordeaux                             | +01 022 542,      | +00265,   | +04,      | 1 177 988         | 5 250                 |
| 9     | 1I Nantes-Saint-Nazaire                 | +01 006 306,      | +00153,   | +05,      | 1 086 321         | 4 155                 |
| 10    | 1J Rennes                               | +00896 446,       | +00363,   | +11,      | 1 040 320         | 6 469                 |
| 11    | 1K Tours                                | +00548 802,       | +00212,   | +04,      | 597 098           | 3 924                 |
| 12    | 1L Clermont-Ferrand                     | +00536 746,       | +00277,   | +04,      | 589 076           | 3 924                 |
| 13    | 1M La Rochelle-Niort-Val de Charente    | +00466 120,       | +00252,   | +06,      | 533 119           | 3 891                 |
| 14    | 1N Pau-Tarbes                           | +00370 265,       | +00334,   | +04,      | 404 366           | 2 709                 |
| 15    | 1O Lorient-Vannes                       | +00340 260,       | +00075,   | +04,      | 405 730           | 1 818                 |
| 16    | 1P Le Mans                              | +00339 077,       | +00134,   | +03,      | 366 883           | 2 354                 |
| 17    | 1S Angers                               | +00332 624,       | +00089,   | +01,      | 345 305           | 1 502                 |
| 18    | 1R Brest                                | +00326 516,       | +00067,   | +03,      | 351 372           | 1 241                 |
| 19    | 1Q Bourges-Châteauroux                  | +00319 152,       | +00180,   | +06,      | 345 219           | 4 621                 |
| 20    | 1T Amiens                               | +00308 179,       | +00259,   | +02,      | 319 536           | 2 170                 |
| 21    | 1U Poitiers-Châtellerault               | +00277 658,       | +00125,   | +02,      | 306 823           | 2 741                 |
| 22    | 1V Limoges                              | +00261 399,       | +00087,   | +02,      | 279 341           | 2 072                 |
| 23    | 1W Perpignan                            | +00249 016,       | +00061,   | +01,      | 276 305           | 859                   |
| 24    | 1X Bayonne                              | +00227 396,       | +00042,   | +02,      | 245 005           | 786                   |
| 25    | 1Y Béziers-Narbonne                     | +00195 717,       | +00049,   | +02,      | 230 379           | 1 019                 |
| 26    | 2B Troyes                               | +00194 426,       | +00147,   | +02,      | 206 185           | 1 962                 |
| 27    | 2A Sud-Finistère                        | +00187 485,       | +00048,   | +04,      | 219 855           | 1 153                 |
| 28    | 2C Saint-Brieuc                         | +00158 616,       | +00059,   | +03,      | 191 773           | 952                   |
| 29    | 2D Angoulême                            | +00153 781,       | +00080,   | +01,      | 159 327           | 1 234                 |
| 30    | 2E La Roche-sur-Yon-Les Sables-d'Olonne | +00141 108,       | +00037,   | +02,      | 162 861           | 1 085                 |
| 31    | 2F Agen                                 | +00139 500,       | +00081,   | +02,      | 154 215           | 1 283                 |
| 32    | 2G Brive-la-Gaillarde                   | +00119 946,       | +00065,   | +02,      | 132 878           | 1 145                 |
| 33    | 2H Cherbourg-Octeville                  | +00117 855,       | +00045,   | +01,      | 116 563           | 442                   |
| 34    | 2I Roanne                               | +00104 892,       | +00047,   | +01,      | 103 919           | 754                   |
| 35    | 2J Nevers                               | +00100 556,       | +00045,   | +01,      | 98 591            | 987                   |
| 36    | 2K Alençon-Argentan                     | +00092 365,       | +00096,   | +02,      | 92 982            | 1 014                 |
| 37    | 2L Périgueux                            | +00091 585,       | +00052,   | +01,      | 95 454            | 878                   |
| 38    | 2N Albi                                 | +00085 960,       | +00044,   | +01,      | 92 929            | 531                   |
| 39    | 2M Rodez-Decazeville                    | +00084 834,       | +00036,   | +02,      | 91 570            | 913                   |
| 40    | 2O Montluçon                            | +00078 477,       | +00032,   | +01,      | 78 015            | 681                   |
| 41    | 2P Ajaccio                              | +00077 287,       | +00046,   | +01,      | 92 633            | 1 010                 |
| 42    | 2Q Bastia                               | +00076 439,       | +00050,   | +01,      | 87 801            | 728                   |
| 43    | 2R Cholet                               | +00074 055,       | +00011,   | +01,      | 74 915            | 286                   |
| 44    | 2S Bergerac                             | +00072 891,       | +00059,   | +01,      | 76 180            | 769                   |
| 45    | 2T Le Puy-en-Velay                      | +00066 129,       | +00039,   | +01,      | 67 480            | 605                   |
| 46    | 2U Flers-Vire                           | +00061 110,       | +00055,   | +02,      | 62 760            | 559                   |
| 47    | 2V Lannion                              | +00059 233,       | +00026,   | +01,      | 63 426            | 353                   |
| 48    | 2W Moulins                              | +00058 355,       | +00031,   | +01,      | 57 674            | 898                   |
| 49    | 2X Aurillac                             | +00056 830,       | +00030,   | +01,      | 57 533            | 592                   |
| 50    | 3A Mont-de-Marsan                       | +00054 577,       | +00035,   | +01,      | 58 839            | 797                   |
| 51    | 2Y Chaumont-Langres                     | +00053 101,       | +00083,   | +02,      |                   |                       |
| 52    | 3C Dax                                  | +00049 219,       | +00025,   | +01,      |                   |                       |
| 53    | 3E Saumur                               | +00047 445,       | +00022,   | +01,      |                   |                       |
| 54    | 3B Granville-Avranches                  | +00047 119,       | +00043,   | +02,      |                   |                       |
| 55    | 3F Saint-Dié                            | +00045 708,       | +00034,   | +01,      |                   |                       |
| 56    | 3G Gap                                  | +00044 773,       | +00023,   | +01,      |                   |                       |
| 57    | 3D Foix-Pamiers                         | +00041 316,       | +00059,   | +02,      |                   |                       |
| 58    | 3I Royan                                | +00040 707,       | +00011,   | +01,      |                   |                       |
| 59    | 3H Saint-Gilles-Croix-de-Vie-Challans   | +00038 333,       | +00010,   | +02,      |                   |                       |
| 60    | 3K Cahors                               | +00038 101,       | +00043,   | +01,      |                   |                       |
| 61    | 3J Pontivy-Loudéac                      | +00036 359,       | +00017,   | +02,      |                   |                       |
| 62    | 3L Morlaix                              | +00035 996,       | +00010,   | +01,      |                   |                       |
| 63    | 3M Auch                                 | +00035 958,       | +00039,   | +01,      |                   |                       |
| 64    | 3N Albertville                          | +00035 431,       | +00021,   | +01,      |                   |                       |
| 65    | 3O Marmande                             | +00029 930,       | +00017,   | +01,      |                   |                       |
| 66    | 3P Pontarlier                           | +00029 218,       | +00022,   | +01,      |                   |                       |
| 67    | 3Q Guéret                               | +00028 095,       | +00028,   | +01,      |                   |                       |
| 68    | 3R Millau                               | +00028 005,       | +00012,   | +01,      |                   |                       |
| 69    | 3S Saint-Gaudens                        | +00026 036,       | +00037,   | +01,      |                   |                       |
| 70    | 3T Digne-les-Bains                      | +00023 671,       | +00023,   | +01,      |                   |                       |
| 71    | 3U Thouars                              | +00023 634,       | +00015,   | +01,      |                   |                       |
| 72    | 3V Bagnols-sur-Cèze                     | +00022 648,       | +0 0004,  | +01,      |                   |                       |
| 73    | 3W Gien                                 | +00022 575,       | +0 0008,  | +01,      |                   |                       |
| 74    | 3X Nogent-le-Rotrou                     | +00020 456,       | +00017,   | +01,      |                   |                       |
| 75    | 3Y L'Aigle                              | +00020 043,       | +00021,   | +01,      |                   |                       |
| 76    | 4A Agde                                 | +00019 988,       | +0 0001,  | +01,      |                   |                       |
| 77    | 4B Parthenay                            | +00018 776,       | +0 0008,  | +01,      |                   |                       |
| 78    | 4C Bressuire                            | +00017 799,       | +0 0001,  | +01,      |                   |                       |
| 79    | 4D Sarlat-la-Canéda                     | +00017 347,       | +00015,   | +01,      |                   |                       |
| 80    | 4E Briançon                             | +00017 023,       | +0 0009,  | +01,      |                   |                       |
| 81    | 4F La Ferté-Bernard                     | +00016 925,       | +00017,   | +01,      |                   |                       |
| 82    | 4G Villefranche-de-Rouergue             | +00016 553,       | +0 0009,  | +01,      |                   |                       |
| 83    | 4H Mende                                | +00016 425,       | +00014,   | +01,      |                   |                       |
| 84    | 4I Avallon                              | +00016 003,       | +00033,   | +01,      |                   |                       |
| 85    | 4J Saint-Girons                         | +00015 902,       | +00029,   | +01,      |                   |                       |
| 86    | 4K Cosne-Cours-sur-Loire                | +00015 618,       | +0 0008,  | +01,      |                   |                       |
| 87    | 4L Paimpol                              | +00015 445,       | +0 0005,  | +01,      |                   |                       |
| 88    | 4M Figeac                               | +00015 442,       | +00020,   | +01,      |                   |                       |
| 89    | 4N Ussel                                | +00014 259,       | +00017,   | +01,      |                   |                       |
| 90    | 4O Péronne                              | +00014 000,       | +00015,   | +01,      |                   |                       |
| 91    | 4P Les Herbiers                         | +00013 932,       | +0 0001,  | +01,      |                   |                       |
| 92    | 4Q Saint-Jean-de-Maurienne              | +00013 295,       | +0 0009,  | +01,      |                   |                       |
| 93    | 4R Saint-Pol-de-Léon                    | +00012 804,       | +0 0003,  | +01,      |                   |                       |
| 94    | 4S Orthez                               | +00012 248,       | +0 0007,  | +01,      |                   |                       |
| 95    | 4T Ploërmel                             | +00010 090,       | +0 0004,  | +01,      |                   |                       |
| 96    | 4U Bourg-Saint-Maurice                  | +0 0009 083,      | +0 0003,  | +01,      |                   |                       |
| 1     | Communes des aires urbaines             | +45 052 901,      | +13 908,  | 354       |                   |                       |
| 2     | Communes multipolarisées                | +02 912 367,      | +04 122,  |           |                   |                       |
| 1+2   | Total espaces urbains                   | +47 965 268,      | +18 030,  |           |                   |                       |
| 3     | Communes hors espaces urbains           | +10 553 127,      | +18 535,  |           |                   |                       |
| 1+2+3 | Total France métropolitaine             | 58 518 395        | 36 565    | 354       |                   |                       |